# El Burgo
El Burgo é um município da Espanha na província de Málaga, comunidade autónoma da Andaluzia, de área 117 km² com população de 2034 habitantes (2007) e densidade populacional de 17,43 hab/km².

## Demografia
| Variação demográfica do município entre 1991 e 2004 | Variação demográfica do município entre 1991 e 2004 | Variação demográfica do município entre 1991 e 2004 | Variação demográfica do município entre 1991 e 2004 |
| --------------------------------------------------- | --------------------------------------------------- | --------------------------------------------------- | --------------------------------------------------- |
| 1991                                                | 1996                                                | 2001                                                | 2004                                                |
| 2117                                                | 2070                                                | 2087                                                | 2069                                                |